# The Classic Cattleyas
The Classic Cattleyas (abreviado Classic Cattleyas) es un libro con ilustraciones y descripciones botánicas que fue escrito conjuntamente por A.A.Chadwick & Arthur E.Chadwick y publicado en el año 2006.
A.A.Chadwick ha crecido y estudiado las Cattleyas clásicas por más de sesenta años, y en este libro, él y su hijo, Arthur E. Chadwick, comparten sus conocimientos y experiencia con los que desean comprender y hacer crecer las cattleyas de flores grandes y sus híbridos. No sólo es descrita cada especie de Cattleya clásica con detalles fascinantes, sino que su papel en los programas de cultivo cada vez más elaborados, se aclara. La hibridación de las Cattleyas ha dado lugar a una rica variedad de formas y colores. 